# La Carte qui mène jusqu'à toi
La Carte qui mène jusqu'à toi est un drame romantique américain de 2025 réalisé par Lasse Hallström. Adapté du roman éponyme de J.P. Monninger
Pour plus de détails, voir Fiche technique et Distribution.

## Synopsis
Heather profite d’un dernier voyage en Europe avec ses amies avant de se lancer dans la vie bien rangée qu’elle a toujours prévue. Mais une rencontre inattendue avec Jack fait tout basculer. Une romance intense naît, pleine de découvertes et d’émotions. Entre secrets et choix de vie, leur relation est mise à l’épreuve… et rien ne sera plus jamais comme avant.

## Distribution
- Madelyn Cline (VF : Alice Taurand): Heather Mulgrew
- KJ Apa (VF : Gauthier Battoue) : Jack
- Sofia Wylie (VF : Esthèle Dumand) :  Connie
- Madison Thompson (VF : Zina Khakhoulia) : Amy
- Orlando Norman (VF : Jonathan Gimbord) : Raef

- Source et légende : Version française (VF) via le carton de doublage en fin de film